# Harmonicon rufescens
Harmonicon rufescens är en spindelart som beskrevs av F. O. Pickard-Cambridge 1896. Harmonicon rufescens ingår i släktet Harmonicon och familjen Dipluridae. Inga underarter finns listade i Catalogue of Life.